# Männikuste
Männikuste är en ort i Estland. Den ligger i Tõstamaa kommun och landskapet Pärnumaa, i den sydvästra delen av landet, 120 km söder om huvudstaden Tallinn. Männikuste ligger 28 meter över havet och antalet invånare är 103.
Terrängen runt Männikuste är mycket platt. Runt Männikuste är det mycket glesbefolkat, med 6 invånare per kvadratkilometer. Närmaste större samhälle är Soomra, 6,6 km sydost om Männikuste. I omgivningarna runt Männikuste växer i huvudsak blandskog.